# 平家盛
平 家盛（たいら の いえもり）は、平安時代末期の平家一門の武将。平忠盛の次男。母は正室の宗子（池禅尼）。平清盛の異母弟。同母弟に平頼盛がいる。

## 生涯
長承3年（1134年）3月、幼くして蔵人となる。永治2年（1142年）4月に兵衛佐になるが7月に行幸の供奉を怠ったとして謹慎。翌年康治2年（1143年）、従五位上。
久安3年（1147年）、正五位下。11月14日（12月8日）、常陸介となる。25日（19日）の賀茂臨時祭では左兵衛佐として舞人を務め、30日（24日）に鳥羽法皇が行った舎利講に出される100種の杯の半分を負担。久安4年（1148年）正月に右馬頭・従四位下に叙せられる。
久安3年（1147年）6月に祇園闘乱事件を起こした兄・清盛に代わり、家盛が朝廷で重んじられるようになってくる。
しかし久安5年（1149年）2月、鳥羽法皇熊野詣に病を押して同行していた家盛は、参詣の途中で病が悪化し、都に戻る間もなく宇治川の落合辺りで死去した。享年は20代半ば頃と推定される（『平治物語』では享年23）。
乳母父の平維綱は訃報を聞いて駆けつけ、哀しみのあまりその場で出家したという。父・忠盛は深く哀しみ、家盛の一周忌には正倉院に遺品である蒔絵の野剣などを寄進した。
家盛の死によって、清盛の後継者としての立場が確定した。また家盛が存命であれば、保元の乱で平家一門が分裂していた可能性もあったと言われる。
家盛の娘は甥の平重盛の養女となり、平治2年（1160年）2月に原田種直に嫁いでいる。
『平治物語』によれば、平治の乱で捕らえられた源頼朝が、家盛の幼い頃に姿が似ていた事から、母の池禅尼が哀れんで清盛に頼朝の助命を訴えたと描かれている。

## 伝承
なお、長崎県の五島列島宇久島には清盛の弟の平家盛という名の人物が壇ノ浦の戦いの後、平家残党の追討を逃れて移り住み、宇久次郎家盛と名乗って宇久氏（五島氏）の祖となったという伝承が残っている。

## 関連作品
テレビドラマ
- 『平清盛』（2012年、NHK大河ドラマ、演：大東駿介（幼少期：藤本哉汰））